# Júlio Baptista
Júlio César Clemente Pereira Baptista (São Paulo, Brasil, 1 de octubre de 1981), más conocido como Júlio Baptista, es un exfutbolista y entrenador brasileño nacionalizado español que jugaba de mediocampista ofensivo y delantero.

## Trayectoria como jugador
Júlio fue jugador del São Paulo FC donde jugaba de centrocampista defensivo hasta que en 2003 fue transferido al Sevilla FC de la Primera División de España por tres millones de euros. El entrenador de dicho equipo, Joaquín Caparrós, descubrió en Baptista la posibilidad de jugar como delantero. Así convirtió 20 goles en su primera temporada y 18 en su segunda, en la cual fue una de los jugadores más importantes, de hecho con su gol a Osasuna en la última jornada clasificaba al equipo sevillano para la Copa de la UEFA tras nueve años sin jugar competición europea. Luego de su buen desempeño fue vendido al Real Madrid por 25 millones de euros en el verano de 2005.
Tras una temporada irregular, por no tener minutos y jugar en posiciones que no eran habituales para él, en el verano de 2006 Real Madrid lo cedió por un año al Arsenal de Londres, a cambio de la cesión del club inglés al español del futbolista internacional José Antonio Reyes.
El jugador vuelve al Real Madrid porque el Arsenal no ejerció su derecho a opción de compra. El mismo año, jura la Constitución española convirtiéndose en comunitario y dejando de ocupar así una plaza de extracomunitario en el club.
En los últimos días fue un fijo en el once titular del Real Madrid marcando incluso el gol de la victoria en El Clásico contra el Barcelona que supuso su primera derrota en dos años en casa.
El 14 de agosto de 2008 ficha por el AS Roma por una cantidad de 12 millones de euros y cuatro años.
En enero de 2011, el jugador es traspasado a la disciplina del Málaga C.F., firmando un contrato por tres temporadas con el equipo malaguista.
A finales de julio de 2013, el Málaga C.F. y el delantero brasileño llegaron a un acuerdo para la rescisión del contrato. El mismo día el futbolista anunció su fichaje por el Cruzeiro.
El 23 de marzo de 2016 ficha por el Orlando City, equipo de la MLS estadounidense.
En agosto de 2018 firma por el CFR Cluj rumano, club en el que estuvo hasta el 12 de marzo de 2019, fecha en la cual ambas partes acordaron su desvinculación del equipo. En este periodo de tiempo disputó tres partidos, con un total 42 minutos disputados.
El 23 de mayo de 2019 anunció su retirada definitiva.

## Selección nacional
Ha sido internacional con la selección de fútbol de Brasil en 48 ocasiones, convirtiendo 5 goles. Su debut como internacional se produjo el 4 de junio de 2001 en un partido contra Japón.
Ha participado con su selección en dos ediciones de la Copa FIFA Confederaciones (2001 y 2005). También fue parte del equipo que conquistó la Copa América 2007. Además, jugó la Copa Mundial de Fútbol 2010.

### Participaciones en Copas del Mundo
| Copa              | Sede      | Resultado        | Partidos | Goles |
| ----------------- | --------- | ---------------- | -------- | ----- |
| Copa Mundial 2010 | Sudáfrica | Cuartos de final | 1        | 0     |

### Participaciones en Copa América
| Copa              | Sede      | Resultado | Partidos | Goles |
| ----------------- | --------- | --------- | -------- | ----- |
| Copa América 2004 | Perú      | Campeón   | 1        | 0     |
| Copa América 2007 | Venezuela | Campeón   | 5        | 3     |

### Participaciones en Copa Confederaciones
| Copa                      | Sede                | Resultado    | Partidos | Goles |
| ------------------------- | ------------------- | ------------ | -------- | ----- |
| Copa Confederaciones 2001 | Corea del Sur Japón | Cuarto lugar | 2        | 0     |
| Copa Confederaciones 2005 | Alemania            | Campeón      | 2        | 0     |
| Copa Confederaciones 2009 | Sudáfrica           | Campeón      | 1        | 0     |

### Participaciones en Copa de Oro
| Copa             | Sede                    | Resultado  | Partidos | Goles |
| ---------------- | ----------------------- | ---------- | -------- | ----- |
| Copa de Oro 2003 | Estados Unidos · México | Subcampeón | 5        | 0     |

## Trayectoria como entrenador
Durante la temporada 2019-20, ingresa en la estructura del Real Valladolid Club de Fútbol, para dirigir al División de Honor juvenil. La primera temporada dirigió al juvenil B y la segunda temporada ascendió para dirigir al juvenil A donde fue campeón del grupo 5 B de división de honor de España, y quedó tercero por detrás del Atlético de Madrid y Real Madrid superando el ratio de puntos de las últimas temporadas por el equipo juvenil del pucela.
El 11 de julio de 2021, se convierte en entrenador del Real Valladolid Promesas de la Primera Federación al que desciende a final de temporada en la penúltima jornada liguera.
En la temporada 2022/2023 consigue disputar el playoff de ascenso a Primera Rfef, donde cae eliminado por el Atlético Sanluqueño que a la postre terminaría ascendiendo, en esa misma temporada consiguió el récord de victorias seguidas en el Promesas, cinco. 
El 8 de noviembre de 2023, es destituido como entrenador del Real Valladolid Promesas de la Segunda División RFEF al que deja en posición de descenso a Tercera División RFEF.

## Estadísticas

### Clubes

#### Como jugador
| Club | Div.          | Temporada     | Liga  | Liga  | Liga estatal(1) | Liga estatal(1) | Copas nacionales(2) | Copas nacionales(2) | Copa de la Liga(3) | Copa de la Liga(3) | Torneos internacionales(4) | Torneos internacionales(4) | Otros(5) | Otros(5) | Total | Total |
| Club | Div.          | Temporada     | Part. | Goles | Part.           | Goles           | Part.               | Goles               | Part.              | Goles              | Part.                      | Goles                      | Part.    | Goles    | Part. | Goles |
| --- | ------------- | ------------- | ----- | ----- | --------------- | --------------- | ------------------- | ------------------- | ------------------ | ------------------ | -------------------------- | -------------------------- | -------- | -------- | ----- | ----- |
| São Paulo F. C. · Brasil | 1.ª           | 2000          | 14    | 0     | —               | —               | 0                   | 0                   | —                  | —                  | —                          | —                          | —        | —        | 14    | 0     |
| São Paulo F. C. · Brasil | 1.ª           | 2001          | 25    | 4     | —               | —               | 0                   | 0                   | —                  | —                  | —                          | —                          | —        | —        | 25    | 4     |
| São Paulo F. C. · Brasil | 1.ª           | 2002          | 21    | 3     | —               | —               | 0                   | 0                   | —                  | —                  | —                          | —                          | —        | —        | 21    | 3     |
| São Paulo F. C. · Brasil | 1.ª           | 2003          | 15    | 3     | —               | —               | 0                   | 0                   | —                  | —                  | —                          | —                          | —        | —        | 15    | 3     |
| São Paulo F. C. · Brasil | Total club    | Total club    | 75    | 10    | —               | —               | 0                   | 0                   | —                  | —                  | —                          | —                          | —        | —        | 75    | 10    |
| Sevilla F. C. · España | 1.ª           | 2003-04       | 30    | 20    | —               | —               | 6                   | 4                   | —                  | —                  | —                          | —                          | —        | —        | 36    | 24    |
| Sevilla F. C. · España | 1.ª           | 2004-05       | 33    | 18    | —               | —               | 2                   | 0                   | —                  | —                  | 8                          | 5                          | —        | —        | 43    | 23    |
| Sevilla F. C. · España | Total club    | Total club    | 63    | 38    | —               | —               | 8                   | 4                   | —                  | —                  | 8                          | 5                          | —        | —        | 79    | 47    |
| Real Madrid C. F. · España | 1.ª           | 2005-06       | 32    | 8     | —               | —               | 6                   | 1                   | —                  | —                  | 7                          | 0                          | —        | —        | 45    | 9     |
| Real Madrid C. F. · España | 1.ª           | 2007-08       | 27    | 3     | —               | —               | 1                   | 0                   | —                  | —                  | 3                          | 1                          | 2        | 0        | 33    | 4     |
| Real Madrid C. F. · España | Total club    | Total club    | 59    | 11    | —               | —               | 7                   | 1                   | —                  | —                  | 10                         | 1                          | 2        | 0        | 78    | 13    |
| Arsenal F. C. Inglaterra | 1.ª           | 2006-07       | 24    | 3     | —               | —               | 4                   | 0                   | 3                  | 6                  | 4                          | 1                          | —        | —        | 35    | 10    |
| A. S. Roma · Italia | 1.ª           | 2008-09       | 27    | 9     | —               | —               | 2                   | 1                   | —                  | —                  | 6                          | 2                          | 1        | 0        | 36    | 12    |
| A. S. Roma · Italia | 1.ª           | 2009-10       | 23    | 3     | —               | —               | 3                   | 1                   | —                  | —                  | 6                          | 0                          | —        | —        | 32    | 4     |
| A. S. Roma · Italia | 1.ª           | 2010-11       | 7     | 0     | —               | —               | 0                   | 0                   | —                  | —                  | 1                          | 0                          | 0        | 0        | 8     | 0     |
| A. S. Roma · Italia | Total club    | Total club    | 57    | 12    | —               | —               | 5                   | 2                   | —                  | —                  | 13                         | 2                          | 1        | 0        | 76    | 16    |
| Málaga C. F. · España | 1.ª           | 2010-11       | 8     | 8     | —               | —               | 0                   | 0                   | —                  | —                  | —                          | —                          | —        | —        | 8     | 8     |
| Málaga C. F. · España | 1.ª           | 2011-12       | 4     | 1     | —               | —               | 0                   | 0                   | —                  | —                  | —                          | —                          | —        | —        | 4     | 1     |
| Málaga C. F. · España | 1.ª           | 2012-13       | 14    | 4     | —               | —               | 0                   | 0                   | —                  | —                  | 4                          | 0                          | —        | —        | 18    | 4     |
| Málaga C. F. · España | Total club    | Total club    | 24    | 13    | —               | —               | 0                   | 0                   | —                  | —                  | 4                          | 0                          | —        | —        | 30    | 13    |
| Cruzeiro E. C. · Brasil | 1.ª           | 2013          | 13    | 5     | 0               | 0               | 1                   | 0                   | —                  | —                  | —                          | —                          | —        | —        | 14    | 5     |
| Cruzeiro E. C. · Brasil | 1.ª           | 2014          | 14    | 4     | 11              | 3               | 6                   | 2                   | —                  | —                  | 8                          | 2                          | —        | —        | 39    | 11    |
| Cruzeiro E. C. · Brasil | 1.ª           | 2015          | 2     | 0     | 1               | 0               | 0                   | 0                   | —                  | —                  | —                          | —                          | —        | —        | 3     | 0     |
| Cruzeiro E. C. · Brasil | Total club    | Total club    | 29    | 9     | 12              | 3               | 7                   | 2                   | —                  | —                  | 8                          | 2                          | —        | —        | 56    | 16    |
| Orlando City S. C. Estados Unidos | 1.ª           | 2016          | 23    | 6     | —               | —               | 1                   | 0                   | —                  | —                  | —                          | —                          | —        | —        | 24    | 6     |
| C. F. R. Cluj · Rumania | 1.ª           | 2018-19       | 2     | 0     | —               | —               | 0                   | 0                   | —                  | —                  | 1                          | 0                          | —        | —        | 3     | 0     |
| Total carrera | Total carrera | Total carrera | 356   | 102   | 12              | 3               | 32                  | 9                   | 3                  | 6                  | 48                         | 11                         | 3        | 0        | 456   | 131   |
| (1) Incluye datos del Campeonato Mineiro (2013-15). (2) Incluye datos de la Copa del Rey (2003-08), FA Cup (2006-07), Copa Italia (2008-10), Copa de Brasil (2013-14) y U.S. Open Cup (2016). (3) Incluye datos de la Copa de la Liga de Inglaterra (2006-07). (4) Incluye datos de la Copa de la UEFA (2004-05), Liga de Campeones (2005-13), Liga Europa (2009-19) y Copa Libertadores (2014). (5) Incluye datos de la Supercopa de España (2007) y Supercopa de Italia (2008-10). |               |               |       |       |                 |                 |                     |                     |                    |                    |                            |                            |          |          |       |       |

#### Como entrenador
Actualizado a 5 de noviembre de 2023.
| Club                     | País   | Año       | PJ | PG | PE | PP | Efectividad |
| ------------------------ | ------ | --------- | -- | -- | -- | -- | ----------- |
| Real Valladolid Promesas | España | 2021-2023 | 82 | 28 | 18 | 36 | 41.47%      |
| Total                    | Total  | Total     | 82 | 28 | 18 | 36 | 41.47%      |

## Palmarés

### Campeonatos estatales
| Título               | Club            | Estado                   | Año  |
| -------------------- | --------------- | ------------------------ | ---- |
| Campeonato Paulista  | São Paulo F. C. | São Paulo                | 2000 |
| Torneo Río-São Paulo | São Paulo F. C. | Río de Janeiro São Paulo | 2001 |
| Campeonato Paulista  | São Paulo F. C. | São Paulo                | 2002 |
| Campeonato Mineiro   | Cruzeiro E. C.  | Minas Gerais             | 2014 |

### Campeonatos nacionales
| Título             | Club              | País    | Año  |
| ------------------ | ----------------- | ------- | ---- |
| Campeonato de Liga | Real Madrid C. F. | España  | 2008 |
| Brasileirão        | Cruzeiro E. C.    | Brasil  | 2013 |
| Brasileirão        | Cruzeiro E. C.    | Brasil  | 2014 |
| Liga I             | C. F. R. Cluj     | Rumania | 2019 |

### Campeonatos internacionales
| Título                         | Club                       | Sede      | Año  |
| ------------------------------ | -------------------------- | --------- | ---- |
| Campeonato Sudamericano Sub-20 | Selección de Brasil Sub-20 | Ecuador   | 2001 |
| Copa América                   | Selección de Brasil        | Perú      | 2004 |
| Copa Confederaciones           | Selección de Brasil        | Alemania  | 2005 |
| Copa América                   | Selección de Brasil        | Venezuela | 2007 |
| Copa Confederaciones           | Selección de Brasil        | Sudáfrica | 2009 |